# Spoorlijn Aigle - Diablerets
De spoorlijn Aigle - Le Sépey - Les Diablerets is een Zwitserse bergspoorlijn tussen Aigle en Le Sépey naar Les Diablerets van de voormalige spoorwegmaatschappij Aigle-Sépey-Diablerets (ASD) gelegen in kanton Vaud.

## Geschiedenis
Het traject van Aigle via Sépey naar Les Diablerets werd in 1914 geopend door de Aigle-Sépey-Diablerets (ASD).
Het 23,2 kilometer lange traject loopt van het SBB-station in Aigle gelegen in het Rhônedal met een spoorwijdte van 1.000 mm. Het traject heeft geen tandstaaf.
De oorspronkelijke concessie voor het traject over de Pillon-Pass naar Gstaad aan de spoorlijn van de Montreux-Berner Oberland-Bahn (MOB) werd niet gerealiseerd.
Op 26 juni 1940 werden bij een brand in depot Aige drie motorrijtuigen en vier personenwagens verwoest.
De Transports Publics du Chablais SA (TPC) was sinds 1975 een samenwerkingsverbond van de AL, ASD en de BVB. In 1977 voegde de AOMC zich bij de TPC.

### Fusie
- De Transports Publics du Chablais SA (afgekort TPC) is een Zwitserse onderneming die ontstond in 1999 door de fusie van:
  - Chemin de fer Bex-Villars-Bretaye (BVB)
  - Chemin de fer Aigle-Leysin (AL)
  - Chemin de fer Aigle-Sépey-Diablerets (ASD)
  - Chemin de fer Aigle-Ollon-Monthey-Champéry (AOMC)

## Elektrische tractie
Het traject werd geëlektrificeerd met een spanning 1500 volt gelijkstroom.

## Afbeeldingen

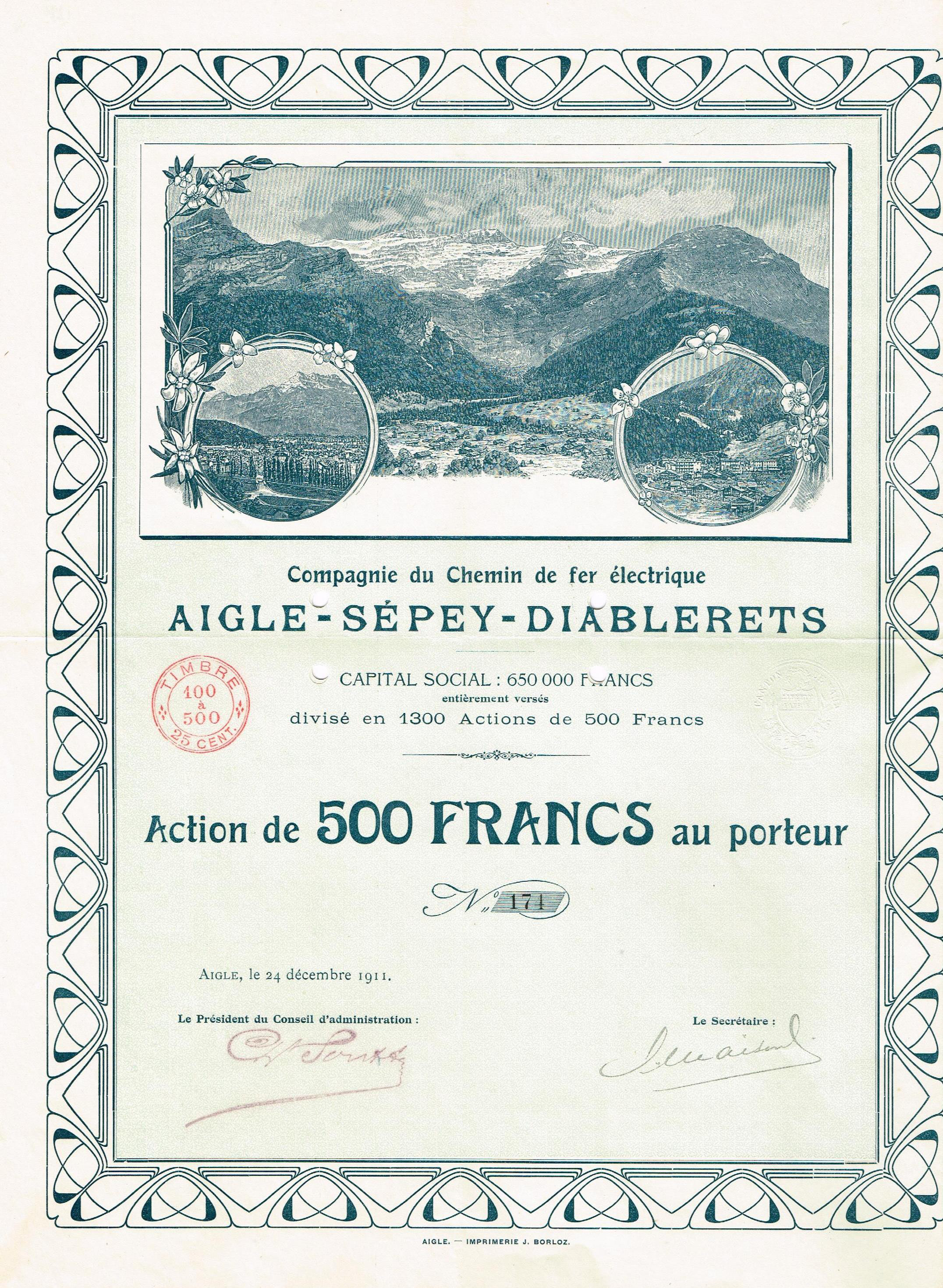
Aandeel in spoorwegmaatschappij Aigle-Sépey-Diablerets, 1911
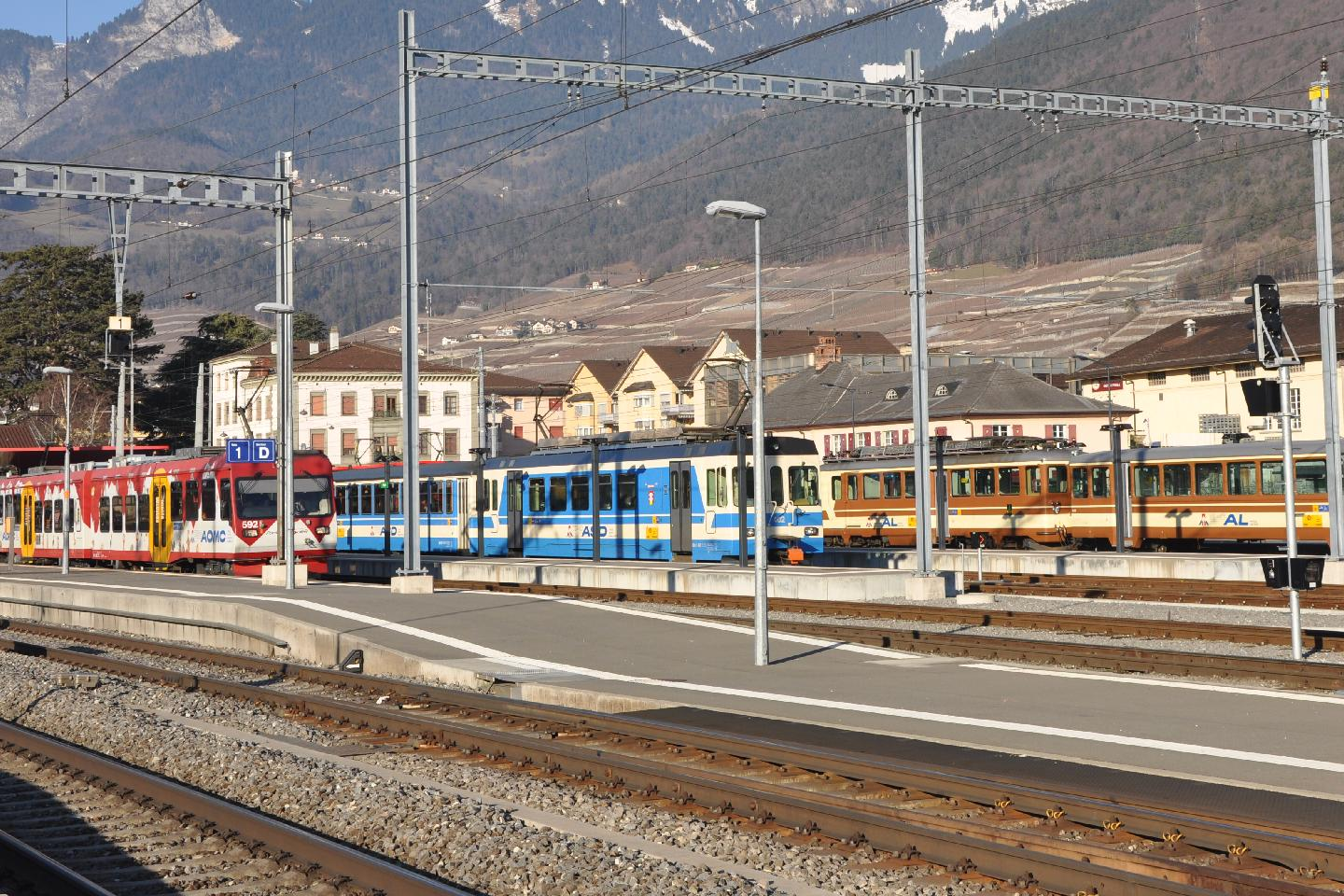
Treinen van TPC in station Aigle
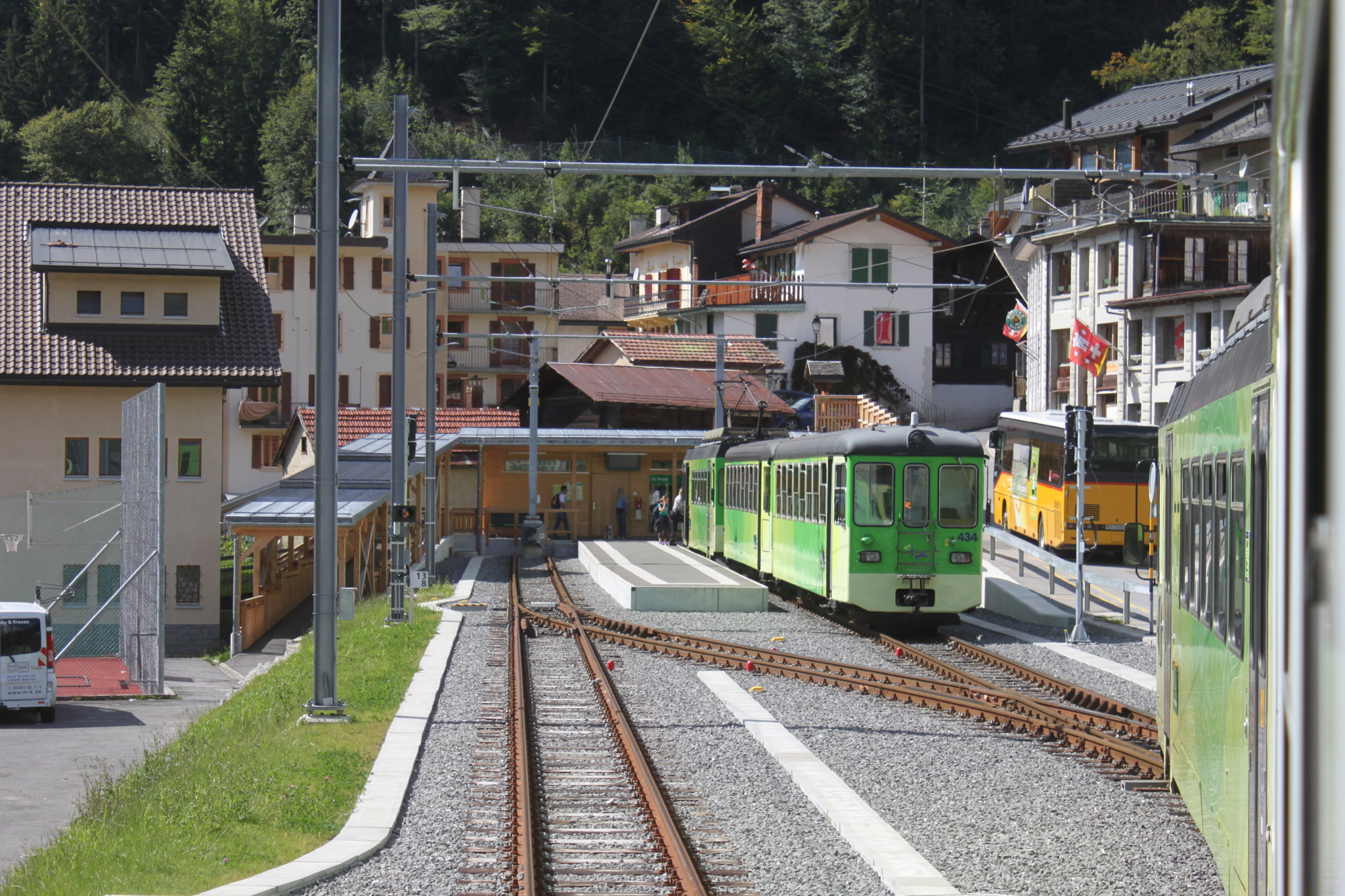
Station Le Sepey
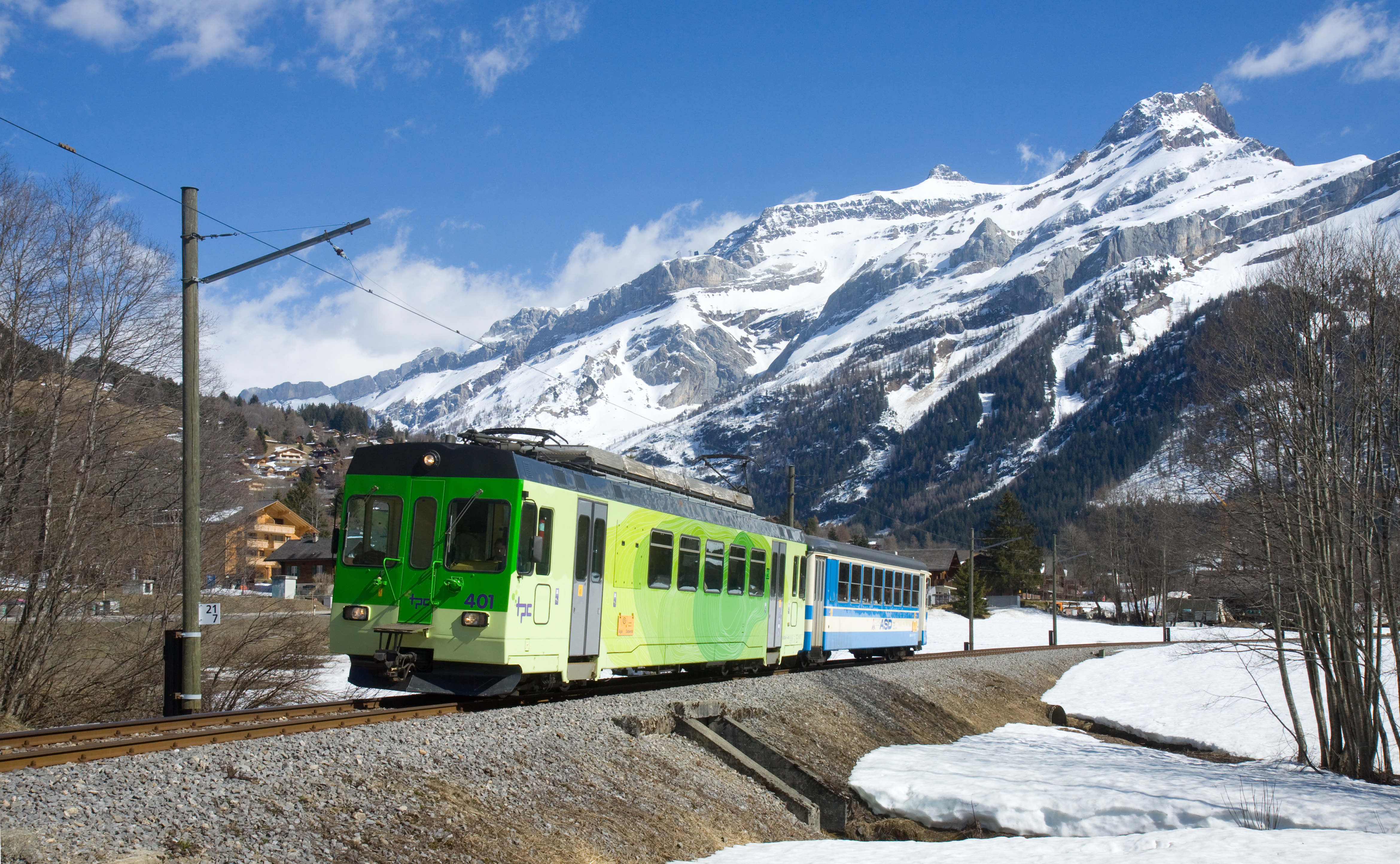
TPC-trein bij La Faverge
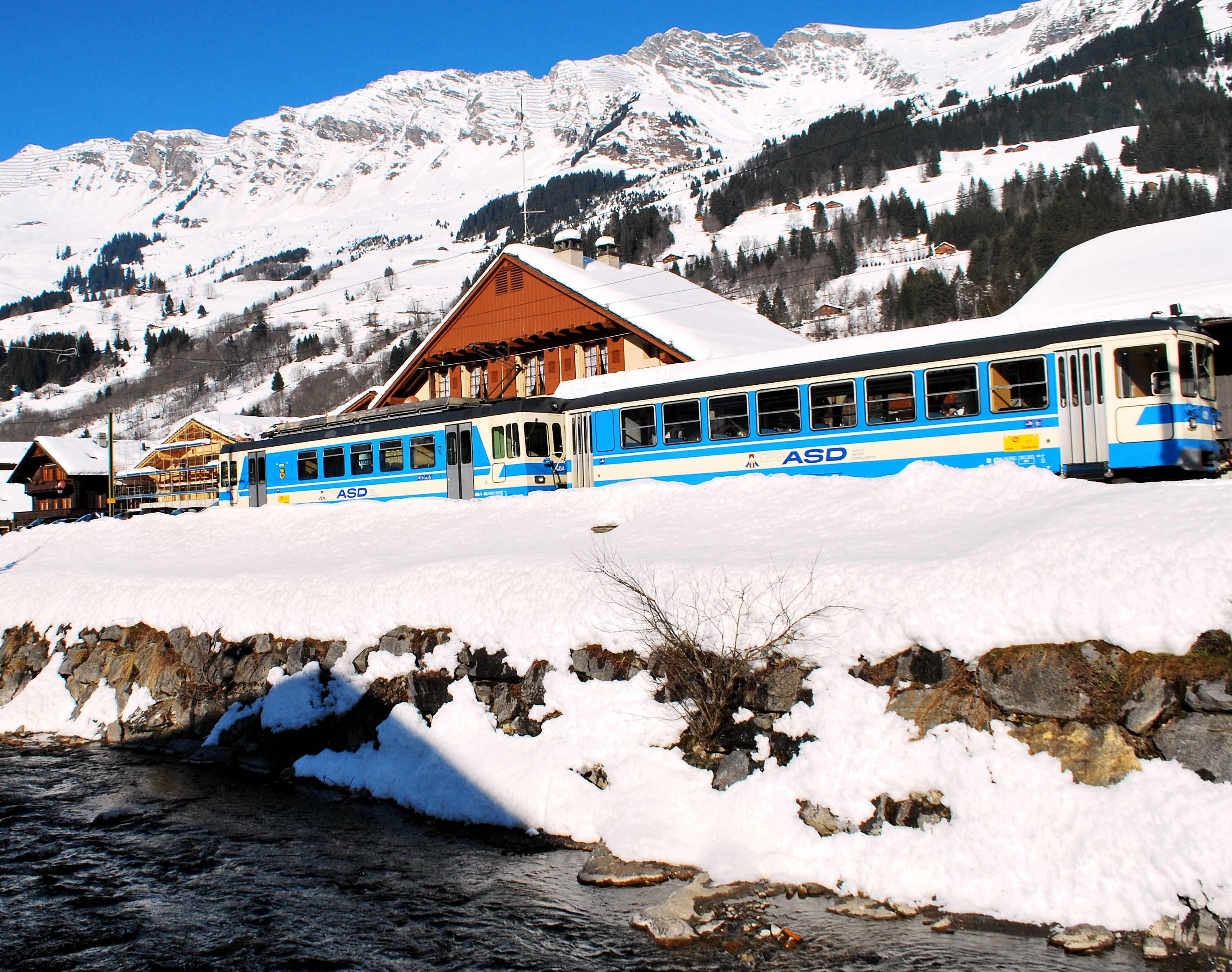
Station Les Diablerets